# جیمز تایکلت
جیمز تایکلت (انگلیسی: James Taiclet؛ زادهٔ ۱۳ مهٔ ۱۹۶۰) مدیر کارآفرین و مدیر اجرایی اهل ایالات متحده آمریکا است، که از ژوئن ۲۰۲۰ به‌عنوان مدیرعامل و رئیس هیئت مدیره شرکت لاکهید مارتین فعالیت می‌کند.
وی دانش‌آموخته کارشناسی مهندسی از آکادمی نیروی هوایی ایالات متحده آمریکا و کارشناسی ارشد دانشگاه پرینستون است و فعالیت نظامی را از سال ۱۹۸۵ به‌عنوان خلبان لاکهید سی-۱۴۱ استارلیفتر در نیروی هوایی ایالات متحده آمریکا آغاز کرد و در جنگ خلیج فارس حضور داشت.
او فعالیت شغلی خود را از سال ۱۹۹۱ به‌عنوان مشاور مدیریت در شرکت مکینزی اند کامپنی آغاز کرد. تایکلت از ۱۹۹۶ تا ۱۹۹۹ نایب رئیس خدمات موتوری شرکت پرت اند ویتنی بود، از ۱۹۹۹ تا ۲۰۰۱ به‌عنوان رئیس اجرایی شرکت هانی‌ول اروسپیس فعالیت می‌کرد، از ۲۰۰۱ تا ۲۰۰۴ مدیریت عملیات امریکن تاور را برعهده داشت و از ۲۰۱۸ تا ۲۰۲۰ مدیرعامل امریکن تاور بود.